# Jean de Poutrincourt
Jean de Poutrincourt (* 1557; † Dezember 1615 bei der Belagerung von Méry-sur-Seine), mit vollem Namen Jean de Biencourt, baron de Poutrincourt et de Saint-Just, war ein pikardischer Adliger und ist als  Gründer der Kolonie Habitation de Port-Royal in Neufrankreich bekannt.

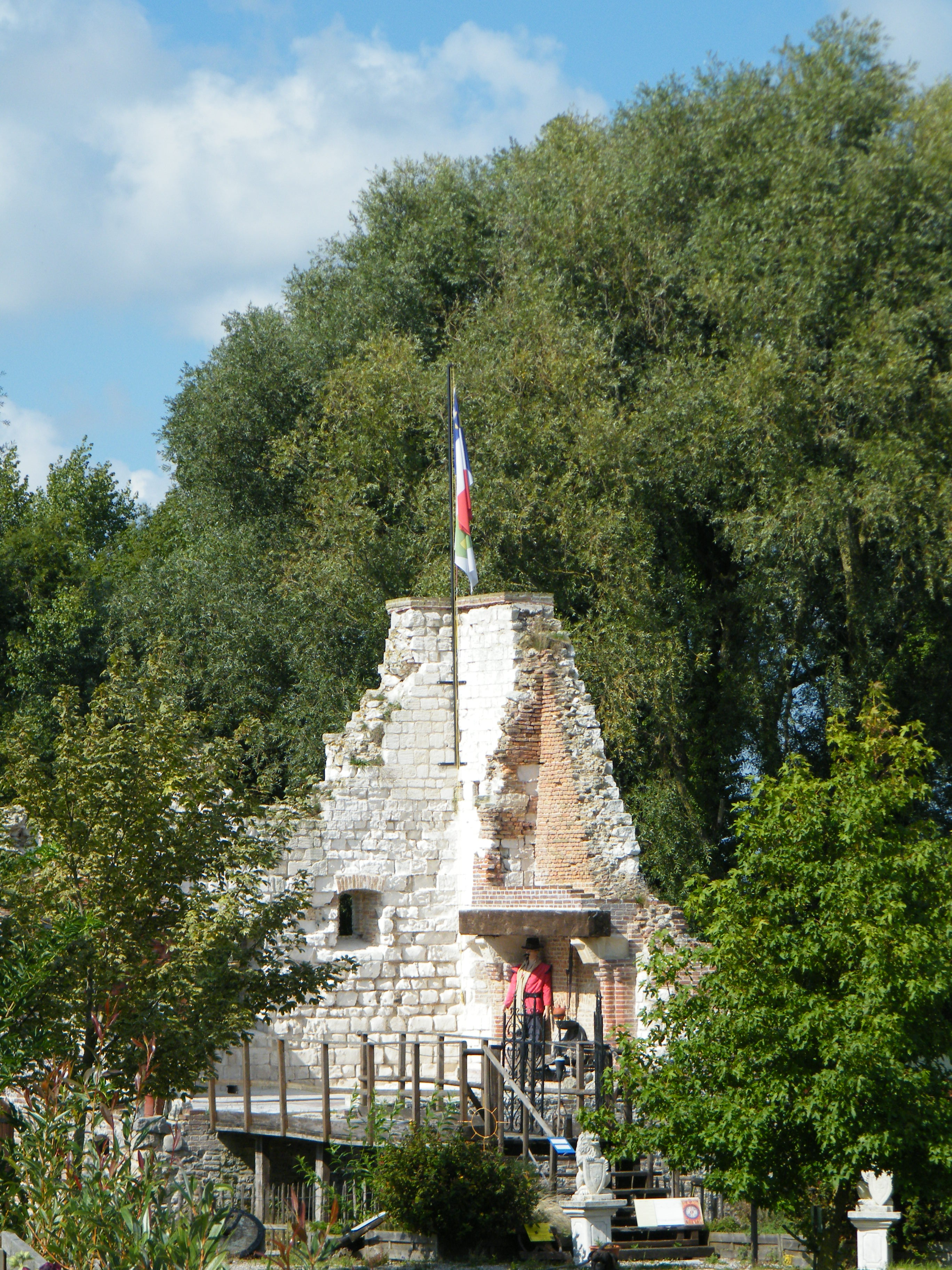
Ruine der Burg Poutrincourt in Lanchères

## Leben

### Jugend und Ausbildung
Jean de Biencourt genannt de Poutrincourt war der jüngere Sohn von Florimond de Biencourt und Jeanne de Salazar. Nach dem frühen Tod seines Vaters sollte er – wie sein Onkel Jacques – in den Johanniterorden eintreten, er wurde zum Militär ausgebildet, aber auch als Steuermann, da er auf den Galeeren des Ordens dienen sollte; Jeanne de Salazar ließ ihren Sohn zudem in Geschichte, Philosophie und klassischen Sprachen unterrichten. Nach dem Tod seiner beiden älteren Brüder wurde die vorgesehene Laufbahn im Orden aufgegeben, er nahm das Manoir in Guibermesnil in Besitz, erhielt 1565 die Seigneurie Marsilly-sur-Seine, und trat in den Dienst eines Fürsten aus dem Hause Guise.

### Die Katholische Liga
Nachdem er einige Jahre in den Armeen der Liga bei den Truppen Claude d’Aumale verbracht hatte, in denen er einer der brillantesten Kapitäne war, und sich besonders 1590 bei der Verteidigung der von den Hugenotten belagerten Burg Beaumont-sur-Oise und während der Belagerung von Paris gegen Heinrich IV. ausgezeichnet hatte, fand er sich seines Vermögens beraubt, erhielt aber den Pardon des Königs, der ihn Pierre Dugua de Mons vorstellte.
Jean de Biencourt heiratete 1590 in Paris Claude Pajot, Tochter von Isaac Pajot, Bürger in Paris, und Catherine Gaude. Sie bekamen zwei Söhne, darunter Charles de Biencourt (* 1591/92 in der Champagne; † 1623/24 in Akadien) und sechs Töchter.

### Gouverneur von Akadien
Jean de Poutrincourt wurde 1604 Leutnant bei Pierre Dugua de Mons, als sie gemeinsam nach Akadien aufbrachen, wo Jean de Poutrincourt die feste Absicht hatte, sich niederzulassen. Er war neben Dugua und Samuel de Champlain einer der ersten Siedler auf Saint Croix Island; die Siedlung wurde nach einem Winter nach Port-Royal verlegt.
Als Dugua de Mons 1606 aufgrund der politischen Opposition in Frankreich blieb, ernannte er Jean de Poutrincourt zum Gouverneur von Port-Royal. Zusätzlich zu dem Titel gewährte Dugua de Mons ihm das Eigentum an dem Land in und um die Kolonie, zusammen mit Pelzhandelsprivilegien und Fischereirechten. Diese Privilegien und Rechte wurden am 25. Februar 1606 von König Heinrich IV. bestätigt – Jean de Poutrincourt ist dadurch der erste bekannte Seigneur in Neufrankreich.
1607 war er nach der Aufhebung des Pelzhandelsmonopols durch den König gezwungen, Port-Royal aufzugeben und Akadien zu verlassen, konnte aber 1610 mit seinem 19-jährigen Sohn Charles und Claude de Saint-Étienne de la Tour und dessen 14-jährigen Sohn Charles de Saint-Étienne de la Tour zurückkehren.
Poutrincourt verließ 1611 Akadien, um seine Pelze zu verkaufen, und ließ Port-Royal in der Obhut seines Sohnes, der den Posten des Vizeadmirals der Meere von Neufrankreich erhalten hatte. Er kam im August 1611 in Frankreich an. Nachdem er seinen Besitz verkauft und zudem viel Geld geliehen hatte, um sich einschiffen zu können, musste Poutrincourt die finanzielle Hilfe von Antoinette de Pons, Madame de Guercheville, Ehefrau von Charles du Plessis, Herzog von Liancourt und Gouverneur von Paris, Première dame d’honneur der Königin Maria de’ Medici in Anspruch nehmen, und war im Gegenzug gezwungen, die Einsetzung von Jesuiten in der Kolonie zu akzeptieren, was zu erheblichen Spannungen führte. Der Titel des Vizekönigs von Neufrankreich ging im Oktober 1612 an Charles de Bourbon, Graf von Soissons und wenig später an Henri de Bourbon, Prinz von Condé, über.
1613 wurde Jean de Poutrincourt, der seine Schulden nicht begleichen konnte, ins Gefängnis geworfen. Nach seiner Freilassung beantragte er die rechtliche Trennung von seiner Frau, damit sie das Geld und den Besitz behalten konnte, den sie noch besaß. In der Zwischenzeit hatte Madame de Guercheville die Ländereien von Dugua de Mons in Neufrankreich gekauft.
Poutrincourt gelang es, eine Verbindung mit mehreren Reedern aus La Rochelle, insbesondere Georges und Macain, aufzubauen und ihnen einen Anteil am Pelzhandel in der Region Port-Royal zu versprechen, dessen Leitung er behielt. Am 31. Dezember 1613 brach er nach Port-Royal auf.

### Ruin und Rückkehr nach Frankreich
Poutrincourt traf am 27. März 1614 in Port-Royal ein. Dort fand er das Fort zerstört und die Waren geplündert von den englischen Siedlern Virginias unter dem Kommando von Kapitän Samuel Argall. Ruiniert konnte Poutrincourt nur noch mit den meisten Siedlern nach Frankreich zurückkehren. Er konnte auch genügend Pelze mitnehmen, um die Kosten der Reise zu bezahlen. Er trat den Besitz aller seiner Ländereien in Amerika an seinen Sohn ab, der in Akadien blieb, und dem es gelang, eine französische Präsenz in Port-Royal als einfacher Pelzhandelsposten aufrechtzuerhalten. Er lebte unter den Mi'kmaq mit Charles de la Tour und einigen Siedlern.

### Tod im Dienst des Königs
Zurück in Frankreich nahm Jean de Poutrincourt den Dienst in den Armeen des Königs wieder auf. Er wurde 1615 in der Champagne während der Belagerung von Méry-sur-Seine getötet, das den Anhängern des Prinzen von Condé weggenommen wurde. Nach seinem Tod wurde sein Sohn Charles de Biencourt der dritte Gouverneur von Akadien.